# Schrotten!
Schrotten! ist eine Tragikomödie des deutschen Regisseurs Max Zähle aus dem Jahr 2016.
Sein Debütfilm erzählt vom Kampf einer Familie von Schrottverwertern gegen einen übermächtigen Konkurrenten.
Der Film wurde am 21. Januar 2016 im Wettbewerb des Filmfestival Max Ophüls Preises uraufgeführt, kam am 5. Mai 2016 in die deutschen, am 27. desselben Monats in die österreichischen Kinos und wurde am 21. Oktober 2016 auf DVD veröffentlicht.

## Handlung
Mirko Talhammer arbeitet für eine Hamburger Versicherung und macht krumme Geschäfte, um an seine Provisionen zu kommen. Im Ergebnis aber schuldet er seinem  Konzern 100.000 Euro und sein Chef stellt ihm ein Ultimatum.
In dieser Situation tauchen zwei ungewaschene, grobschlächtige Kerle in Mirkos schickem Büro auf, schlagen ihn bewusstlos und entführen ihn auf einen Schrottplatz auf dem Land. Es ist der Betrieb seines Vaters, den er vor Jahren hinter sich gelassen hatte und der nun von seinem jüngeren Bruder Letscho geführt wird.
Der Vater ist gestorben und hinterlässt den beiden einen Betrieb, der kurz davor steht, vom lokalen Schrottmagnaten Kercher aufgekauft zu werden. Für Mirko ist die Sache klar: Er will seinen Anteil an Kercher verkaufen und sagt diesem gegen Zahlung eines großen Vorschussbetrags in bar zu, auch seinen Bruder dazu zu bringen, den Kaufvertrag zu unterschreiben.
Doch dann erfährt Mirko, dass sein Bruder ein verwegenes Husarenstück plant, das hohen Gewinn verspricht. Ein Güterzug-Waggon mit 40 Tonnen Kupfer soll heimlich entwendet werden. Er erkennt seine Chance, auf einen Schlag alle Schulden loszuwerden, steigt in die Vorbereitung ein und dank seines Plans gelingt der Coup. Dabei bedienen sie sich des Rotwelschen als Geheimsprache, um sich unbehelligt von Dritten untereinander zu verständigen.
Schnell hat auch Konkurrent Kercher von der Sache erfahren und sieht seine Felle davonschwimmen. So stellt er die Brüder vor die Wahl, entweder den Schrottplatz an ihn zu verkaufen oder ins Gefängnis zu gehen. Doch die geben sich nicht so leicht geschlagen. Nach dem Familienmotto „Lieber tot als Sklave!“ gehen sie zum Gegenangriff über und legen Kercher ein großes faules Ei ins Nest. Familienmitglieder entwenden eine Bronze-Skulptur aus der Innenstadt und schmuggeln diese in Kerchers Halle. Kercher wird dann schnell von der Polizei abgeführt.
Letztlich ist der Kampf verloren, und die Familie macht sich zusammen mit Mirko optimistisch auf in den Süden.

## Musik
Die Musik zum Film wurde von Daniel Hoffknecht und Gary Marlowe geschrieben und am 29. April 2016 digital als Soundtrack-Album unter dem Titel „Schrotten!“ von Patenkind Records veröffentlicht.

### Titelliste
| Nr. | Titel                                          | Länge |
| --- | ---------------------------------------------- | ----- |
| 1.  | Schrotten! Thema                               | 2:09  |
| 2.  | Lieber tot als Sklave                          | 1:18  |
| 3.  | Fietes Beerdigung                              | 2:22  |
| 4.  | Einmal Schrotti, immer Schrotti                | 1:32  |
| 5.  | Das Erbe                                       | 1:23  |
| 6.  | Mistakes (Roxy and the Underground Soul Sound) | 2:29  |
| 7.  | Dann mal in die Hände gespuckt                 | 1:49  |
| 8.  | Nachts im Wald – ein Plan                      | 2:20  |
| 9.  | Die Ruhe vor dem Sturm                         | 1:09  |
| 10. | Ein Zugraub                                    | 6:23  |
| 11. | 40 Tonnen Kupfer – wie bestellt                | 1:38  |
| 12. | Du hast zwei Sekunden                          | 2:36  |
| 13. | In the Woods (Kim Harris)                      | 2:42  |
| 14. | Wer zuletzt lacht                              | 2:00  |
| 15. | Schrotten! Finale                              | 4:37  |
|     | Gesamtlänge:                                   | 36:48 |

## Produktion
„Schrotten!“ wurde produziert von der Tamtam Film GmbH in Koproduktion mit NDR, HR und arte.
Förderung kam von der Filmförderungsanstalt, der Filmförderung Hamburg Schleswig-Holstein, der nordmedia Fonds GmbH in Niedersachsen und Bremen, dem Deutschen Filmförderfonds (DFFF) und Creative Europe MEDIA.

## Rezeption
Der Film wurde in der Presse überwiegend positiv aufgenommen und von der Deutschen Film- und Medienbewertung (FBW) mit dem Prädikat „besonders wertvoll“ ausgezeichnet. Im FBW-Pressetext heißt es, die „klassische David gegen Goliath-Geschichte“ beziehe ihre Stärke daraus, dass sie auf glatte und geschönte Bilder verzichte. Mit einem „Panoptikum an originellen Typen“ sei der Film „großartig besetzt“. Besonders wird die Leistung von Gregorowicz und Lau hervorgehoben, die die beiden ungleichen Brüder Mirko und Letscho mit großer Spielfreude und „Gefühl zueinander“ anlegten. Die lakonischen Dialoge und skurrile Situationen seien bis ins Detail stimmig, der Soundtrack gelungen und die Hommage ans klassische Genrekino immer erkennbar.
Die Jury-Begründung hebt hervor, „Schrotten!“ verweigere sich standhaft „der eindeutigen Zuweisung von Schubladen“. Zwar lebe der Film von der „Dichotomie von Stadt und Land“, seine Komik beziehe er aber vor allem aus deren Gemeinsamkeiten. Sowohl die „liebevolle Ausstattung“ als auch das  „herausragende Farbkonzept“ finden besondere Erwähnung.
Rudolf Worschech meint in epd Film, der Regisseur könne seine Figuren
mit Leben füllen und komme, was für deutsche Filmkomödien nicht selbstverständlich ist,  ohne Zoten aus. Damit sei „Schrotten!“ eine „grundsympathische Prollkomödie“.
Tilmann P. Gangloff lobt in der Frankfurter Rundschau, „Schrotten!“ sorge immer wieder für Überraschungen. Die Bildgestaltung sei vorzüglich, die Filmmusik mit eigens für den Film entstandenen Liedern hörenswert.
Oliver Kaever merkt auf Spiegel online kritisch an, für einen Film, „der nicht nur Familienzusammengehörigkeit, sondern auch Nonkonformismus“ predige, sei „Schrotten!“ „kreuzbrav“ und damit „zu konformistisch“ inszeniert, das „Schrottmilieu“ sei mithin „nur die Kulisse für nostalgisches Raunen“.
Bis Dezember 2016 sahen 38.226 Zuschauer den Film in deutschen Kinos.

### Preise und Auszeichnungen
- Filmfestival Max Ophüls Preis 2016: Publikumspreis „Bester Spielfilm“[9]
- Vorauswahl für den Deutschen Filmpreis 2016